# Urál-szibériai nyelvek

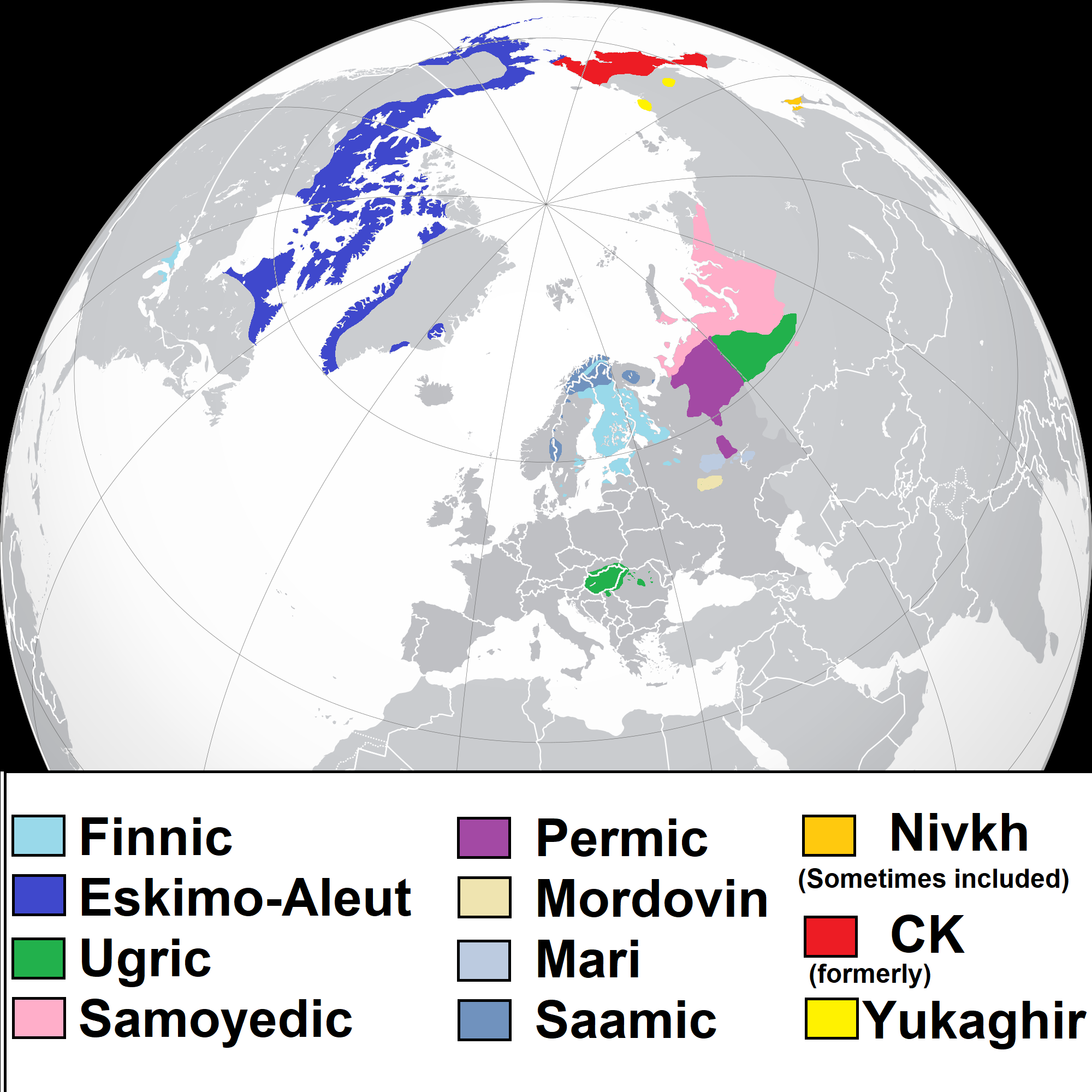

Az Urál-szibériai egy feltételezett nyelvcsalád, amely az uráli, a jukagir, az eszkimó-aleut, feltehetőleg a nivkh és előzőleg a csucsk-kamcsatkai nyelvekből áll. 1998-ban Michael Fortescue, az eszkimó-aleut és a csucsk-kamcsatkai nyelvcsaládok szakértője javasolta Nyelvi kapcsolatok a Bering-szoroson című könyvében. 2011-ben a Fortescue eltávolította cucsk-kamchatkai nyelvcsaládot a javasolt nyelvcsaládból. 
Az Urál-szibériai nyelvcsalád alcsoportjai:
- uráli
- jukagir
- eszkimó-aleut
- csucsk-kamcsatkai (előzőleg)
- nivkh(?)

## Története
Korábban is megfigyelték az uráli és az eszkimó–aleut nyelvek hasonlóságát. 1746-ban egy dán teológus, Marcus Wøldike a grönlandi és a magyar nyelvet hasonlította össze. 1818-ban Rasmus Rask a grönlandit az uráli nyelvekkel, a finnnel pedig különösen rokonította, és bemutatta a lexikális kapcsolatok listáját (Rask az uráli és altaji nyelveket is rokonnak tartotta). 1959-ben Knut Bergsland kiadta a The Eskimo–Uralic Hypothesis (Az eszkimó–uráli hipotézis) című dolgozatot, amelyben, a többi szerzőhöz hasonlóan, számos nyelvtani hasonlóságot és kis számú szókincsbeli összefüggést mutatott be. 1962-ben Morris Swadesh kapcsolatot javasolt az eszkimó–aleut és a csucsk–kamcsatkai nyelvcsaládok között. 1998-ban Michael Fortescue részletesebb érveket adott elő a Language Relations across Bering Strait (Nyelvi kapcsolatok a Bering-szoroson) című könyvében. Címe Morris Swadesh 1962-es "Nyelvészeti kapcsolatok a Bering-szoroson" című cikkét idézi.
Michael Fortescue az új nyelvi bizonyítékok mellett számos genetikai tanulmányt is bemutatott 2017-ben, amelyek alátámasztják az említett csoportok közös eredetét és a feltételezett hazájukat Északkelet-Ázsiában. 

## Bizonyíték

### Morfológia
Az urál-szibériai morfológia nyilvánvalóan közös elemei a következők:
| *-t | többes szám   |
| *-k | kettős szám   |
| *m- | 1. személy    |
| *t- | 2. személy    |
| *ka | kérdő névmás  |
| *-n | birtokos eset |

A nosztratikus hipotézis hívei ezeket a látszólagos megegyezéseket a javasolt nagyobb nosztratikus család bizonyítékainak tartják.

### Szókincs
Fortescue (1998) 94 szókincsbeli megfelelési halmazt sorol fel. Mindegyikben rokonítva van a négy nyelvcsalád közül legalább három, és még több rokonítva van két nyelvcsalád között. Ilyen például az *ap(p)a 'nagyapa', a *kað'a 'hegy' és még sok más.
Az alábbiakban bemutatunk néhány lexikális elemet proto-urál-szibériaiban rekonstruálva, a proto-uráli, proto-csucsk-kamcsatkai és proto-eszkimó-aleut szavak egymás mellé helyezésével. (Forrás: Fortescue 1998:152–158.)
| Proto-urál-szibériai      | Proto-uráli                        | Proto-csucsk-kamcsatkai          | Proto-eszkimó-aleut              |
| ------------------------- | ---------------------------------- | -------------------------------- | -------------------------------- |
| * aj(aɣ ) - 'előre tolni' | * aja - 'vezess, hajsz'            | * aj-tat - 'hajsza, csorda' (PC) | * ajaɣ - 'tolja, lökje a rúddal' |
| * ap(p)a 'nagyapa'        | * appe "após"                      | * æpæ 'nagyapa'                  | * ap(p)a 'nagyapa'               |
| * el(l)ä 'nem'            | * elä 'nem'                        | * ællæ „nem” (PC)                | * -la(ɣ )- 'nem' (A)             |
| * pit(uɣ )- 'kikötni'     | * pitV – „kötni” (FU)              | * pət - 'kikötni'                | * pətuɣ - 'kikötni'              |
| * toɣə - 'elvenni'        | * toɣe - 'hozni, venni, adni' (FU) | * teɣiŋrə – 'kihúzni'            | * teɣu - 'elvenni' (PE)          |

### Rendszeres hangmegfeleltetések
Ezeket a hangmegfeleltetéseket a jukagirral Fortescue (1998) javasolta: 
| Jukagir | Proto-eszkimó-aleut  |
| ------- | -------------------- |
| l/l'    | Ø-/-l-               |
| -nt     | -t-/-n               |
| -nc'-   | -t-                  |
| -ŋk-    | -k-                  |
| -mp-    | -p-                  |
| w       | Ø-/-v-               |
| j       | Ø-/-y-               |
| -ɣ-     | -ɣ-/-R- (és -k-/-q-) |
| -r-     | -l/ð-                |

Jukagir és uráli: 
| uráli | jukaghir |
| ----- | -------- |
| kk    | k        |
| tt    | t/δ      |
| pp    | p        |
| mp    | pp       |

| uráli | EA  |
| ----- | --- |
| s     | Ø   |
| a     | sa  |
| l     | t   |
| m     | m   |
| x     | v   |
| s     | Ø   |
| d     | ð   |
| k     | ɣ   |
| t     | c   |
| j     | y/i |
| n     | ŋ   |
| tä    | ci  |
| ti    | cai |
| ü     | u   |

Példák javasolt szabályos hangmegfelelésekre 
uráli *t- : eszkimó *t- (uráli hátsó magánhangzó előtt)
- proto-uráli *tolɨ - 'gyere'
- proto-eszkimó *tulaɣ – „leszállni”
- proto-finnugor *toxi- 'hozni'
- proto-eszkimó *təkit – „megérkezik”
- proto-uráli *tumti - 'tudni'
- proto-eszkimó *tucaʀ - 'érteni'
- proto-finnugor *tålå 'menhely'
- proto-eszkimó *talu(-) 'képernyő vagy elosztás'

Uráli *t- : eszkimó *c- (uráli első magánhangzó előtt)
- proto-finnugor *täwi 'teljes'
- proto-eszkimó *ciləɣ - 'teljesnek lenni'
- proto-finnugor *teki- 'tenni'
- Proto-eszkimó *caɣiqə – „erőfeszítést tenni”

Uráli *ń- : eszkimó *Ø-
- proto-uráli *ńåxlɨ – 'nyalás'
- Proto-eszkimó *aluɣ - "nyalás"

Uráli *Ø- : eszkimó *n-
- Proto-finnugor *äktä 'vágás'
- Proto-eszkimó *naɣci(t) – 'elkapni az alján'
- Proto-finnugor *uwå 'folyam'
- Proto-eszkimó *nuvaɣ 'nyál'

### Szókincs[3][8]
| Proto-jukagir          | Proto-eszkimó-aleut          |
| ---------------------- | ---------------------------- |
| *aka "idősebb testvér" | *akkak 'nagybácsi'           |
| *al 'alatt'            | *atə 'alatt'                 |
| *amlə 'lenyel'         | *ama 'szoptatás'             |
| *aŋa 'száj'            | *aŋ-va- 'nyitva'             |
| *carqə - 'hajlított'   | *caqə - 'fordulni, elmenni'  |
| *cowinə 'lándzsa'      | *caviɣ 'kés'                 |
| *kin 'ki'              | *kina 'ki'                   |
| *ləɣ - "enni"          | *iɣa- 'lenyelni'             |
| *mel 'mell'            | *məluɣ 'mell'                |
| *qar 'bőr, borító'     | *qaðə 'valaminek a felszíne' |
| *um 'közel'            | *uməɣ 'közel'                |
| *n'ə 'kapni'           | *nəɣ 'kapni'                 |
| *para 'eredet'         | *paðə 'nyitás'               |
| *ta 'az'               | *ta 'az'                     |
| *ŋōlā 'válni'          | *-ŋŋuR 'válni'               |
| *puɣö 'hőség, nap'     | *puqla "hőség, meleg víz"    |
| *u:- 'pirít, süt'      | *uɣu- 'főzni, felmelegíteni' |
| *l'ə- 'lenni'          | *-li- 'válni'                |
| *emä 'anya'            | *PY əma 'nagymama'           |
| *an- 'beszélni'        | *anəR - 'kilélegezni'        |
| *jeŋkilə 'tűz'         | *ək-nəR 'tűz'                |
| *ci:daɣa "földi mókus" | *cikðiɣ '(földi) mókus'      |
| *n'e:- 'hívj, mondd'   | *nəpə 'zaj, hang'            |

| Uráli                  | Eszkimó-aleut        |
| ---------------------- | -------------------- |
| *ila 'alatt'           | *at(ǝ) 'lefelé'      |
| *elä 'élő'             | *ǝt(ǝ) 'legyen'      |
| *tuli 'gyere'          | *tut 'érkezés, föld' |
| *kuda 'reggel, hajnal' | *qilaɣ "ég"          |
| *ke 'ki'               | *kina 'ki'           |
| *to 'az'               | *ta 'az'             |
| *kuda 'szövés'         | *qilaɣ 'szövés'      |

A 'szövés' és a 'reggel' jelentése nagy valószínűséggel nincs összefüggésben, ami azt jelenti, hogy a egybeeső homonímia esetéről van szó, ami csak nagyon ritkán fordul elő véletlenül, ebből következik, hogy nagy valószínűséggel történt valamilyen érintkezés, de pontos következtetéseket nem lehet levonni a ma rendelkezésünkre álló információkból. 
| Proto-uráli     | Proto-jukagir |
| --------------- | ------------- |
| *käliw 'sógor'  | *käli         |
| *wanča 'gyökér' | *wanča        |
| *iś/ća 'apa'    | *iśa          |
| *lunta 'madár'  | *lunta        |
| *toxi- 'hozni'  | *toxi         |
| *ela 'alatt'    | *ola          |

### Proto-uráli és proto-eszkimó-aleut szám- és eset- jelzők
A proto-uráli és a proto-eszkimó-aleut szám és nyelvtani esetjelzők: 
|                               | Proto-uráli | Proto-eszkimó-aleut |
| ----------------------------- | ----------- | ------------------- |
| nom./abszolutívusz egyes szám | Ø           | Ø                   |
| kettős szám                   | *-kə        | *k                  |
| többes szám                   | *-t         | *-t                 |
| lokatívusz                    | *-(kə)na    | *-ni                |
| akkuzatívusz                  | *-m         | –                   |
| többes szám akkuzatívusz      | *-j/i       | *-(ŋ)i              |
| ablativus                     | *-(kə)tə    | *-kənc              |
| datív/latívusz                | *-kə/-ŋ     | *-ŋun               |

### Jukagir és proto-eszkimó-aleut verbális és nominális ragozásai
A jukagir és a proto-eszkimó-aleut verbális és nominális ragozásai: 
| Névmás                         | Jukagir  | Eszkimó-aleut          |
| ------------------------------ | -------- | ---------------------- |
| Transzlatívusz. 1 sz.egyes sz. | *ŋ       | *ŋa                    |
| 3.sz többes sz.                | *ŋi      | *ŋi                    |
| Birtokos eset 3                | *ntə     | *n                     |
| vialis                         | *-(n)kən | *-(n)kən               |
| Ablatívusz                     | *-(n)kət | *(m/n)əɣ               |
| Allatívusz                     | *(ŋi)n'  | *-(m/n)un / *ŋus/*-ŋun |
| Határozó. lokatívusz/latívusz  | *nə      | *nə                    |

### Birtokos toldalékok
Birtokos toldalékok: 
| Névmás    | Szamojéd | Eszkimó-aleut |
| --------- | -------- | ------------- |
| 1. egyes. | *mǝ      | *m(ka)        |
| 2. egyes. | *tǝ      | *t            |
| 3. egyes  | *sa      | *sa           |
| 1. többes | *mat     | *mǝt          |
| 2. többes | *tat     | *tǝt          |
| 3. többes | *iton    | *ült          |

Nyenyec akkuzatívusz és eszkimó rokon birtokos toldalékok 
| 1sg | 2sg     | 4sg | 1 pl | 2pl     | 4pl |
| --- | ------- | --- | ---- | ------- | --- |
| ma  | vət/mət | mi  | mta  | vci/mci | məŋ |

| vmi1   | 2sg | 3sg  | 1 pl    | 2pl       | 3pl       |
| ------ | --- | ---- | ------- | --------- | --------- |
| m'i/mə | mtə | mtab | waq/mat | mtaq/mtat | mtoh/mton |

## Nivkh
Fortescue nem tekintette a nivkheket az urál-szibériai nyelvcsalád részének. Frederik Kortlandt azonban a nivkheket az urál-szibériai, valamint az indo-uráli nyelvcsaládok részének is tekinti: néhány bizonyíték a kapcsolatra: Uráli melléknévi igenév *-pa és Nivkh jelen idejű melléknévi igenév: *-pa. A *mi, *ti névmások a nivkhhez hasonlítva: n´i és či. 

## Csucsk-kamcsatkai
Fortescue eleinte a csucsk-kamcsatkai családot is besorolta, de később arra a következtetésre jutott, hogy a hasonlóságok a kölcsönös befolyásnak köszönhetők. Szerinte a csucsk-kamcsatkai több hasonlóságot mutat a nivkh nyelvekkel. 

## További irodalom
- Blažek, Václav. 2006. "Chukcho-Kamchatkan and Uralic: lexical evidence of their genetic relationship". In: Orientalia et Classica XI. Aspects of Comparativistics 2, pp. 197–212. Moscow.
- Georg, Stefan; Seefloth, Uwe 2020. "Uralo-Eskimo?".
- Greenberg (2000). „Review of Michael Fortescue, Language Relations across Bering Strait: Reappraising the Archaeological and Linguistic Evidence.”. Review of Archaeology 21 (2), 23–24. o.
- Künnap, A. 1999. Indo-European-Uralic-Siberian Linguistic and Cultural Contacts. Tartu, Estonia: University of Tartu, Division of Uralic Languages.
- Seefloth (2000). „Die Entstehung polypersonaler Paradigmen im Uralo-Sibirischen”. Zentralasiatische Studien 30, 163–191. o.